# Copa FA de Antigua y Barbuda
La Copa FA de Antigua y Barbuda es el torneo de copa de fútbol a nivel de clubes más importante de Antigua y Barbuda, el cual es organizado por la Federación de Fútbol de Antigua y Barbuda.
Fue creado en el año 2004 y pueden participar todos los equipos afiliados a la Federación de Fútbol de Antigua y Barbuda. Se juega bajo un sistema de eliminación directa.

## Lista de Campeones
- 2004/05 : SAP FC 2-1 Hoppers FC
- 2005/06 : Freemansville FC 1-1 Bassa (2-1 pen.)
- 2006/07 : Cancelado a pedido de los clubes por el calendario tan extenso
- 2007/08 : Bassa 0-0 Parham FC (5-4 pen.)
- 2008/09 : SAP FC awd Hoppers FC
- 2009/10 : Bassa 1-1 Goldsmitty FC (4-1 pen.)
- 2010/11 : No se jugó
- 2011/12 : Parham FC 4-0 Bassa[1]

## Títulos por equipo
- SAP FC: 2
- Bassa: 2
- Freemansville FC: 1
- Parham FC: 1